# ブエナビスタ (バージニア州)
ブエナビスタ（英: Buena Vista）は、アメリカ合衆国バージニア州中央部西に位置する独立市である。周りをロックブリッジ郡に取り囲まれている。2010年国勢調査での人口は6,650人だった。アメリカ合衆国商務省経済分析局は統計上の目的で、ブエナビスタ市ともう1つの独立市であるレキシントン市をロックブリッジ郡と1つにしている。

## 歴史
ブエナビスタ市は1888年まで「グリーンフォレスト」または「グリーンバレー」と呼ばれており、1890年に町として認証され、1892年2月15日に市憲章を承認された。

### 初期の歴史
ブエナビスタは1800年代後期にベンジャミン・C・ムーモーが設立した。当時はリッチモンド・アンド・アリゲイニー鉄道とシェナンドー・バレー鉄道が交差する所に皮なめし工場があるきりだった。また18世紀からバージニア州の太平洋岸にある港から、近くにあるレキシントンまで物資を運ぶために使われたジェームズ川もあったが、ブエナビスタの町ができた頃には、水力の配分に転換されていた。皮なめし工場を開業した後で、ムーモーはパルプ工場と缶詰工場も造った。1882年、アポルド・アンド・サンズ・タナリーが操業を始め、1885年には最初の公立学校が開校した。
1893年、当時の印刷物には「バージニア州の幾つかの場所で、あたかも魔法のように出現したかに見える、多くの新しい町の1つだった。...1889年より前、町には600軒ほどの住居、教会、店舗、ホテルなどの建物が建てられていたが、通りが幾つかあるきりで、急成長した町らしく見せるものはその年に実った小麦を集めた刈り取り機くらいだった。」と記されている。1888年12月、ムーモーは町を組織し、収穫物を販売開始するためにブエナビスタ設立趣意書を書き、「収穫物を売るために30日だけ掛かった。総額は40万米ドルになった。販売が終わったので、町の区画を決め、住民と企業を誘致し始める時だ」と記した。1889年2月22日、鉄鉱石の大きな鉱床が発見されたと報じられ、経済活動が活況となり、1892年3月4日まで続いた。この3年間で、町は大きく成長し、新しく煉瓦造りの校舎、オペラハウス、教会2つ、豪華なホテル、新しいフリーメイソンの支部（ブエナビスタ支部186号）、製紙とパルプの工場、鞍の製造所、カシミア工場、煉瓦と粘土の工場2つ、荷車工場、銀行2つ、卵用木枠工場、電灯工場、家具と椅子の工場、ボイラー工場、製鉄炉と製鋼所、ガラス工場と毛糸や製材工場幾つかが加わった。

### 洪水
モーリー川は昔から大洪水を起こして周辺の町に損害を与えてきた。特に酷かったのは1870年10月12日の洪水であり、このときにロバート・E・リーが死んだ日であり、ドックが上流に流されたために、モーリー川がリーの一時的な棺桶になった。また1936年、1969年、1985年、1995年にも洪水が起きた。1969年の洪水は、ハリケーン・カミーユが内陸に移動して雨を降らせたことから起こった。1985年の洪水は、ハリケーン・フアンなど3つの低気圧が集中したことから生じ、西バージニアに大量の雨を降らせた。ブエナビスタとグラスゴーのあるモーリー川下流（サウス川との合流点より下流）での最大洪水記録は、1969年8月20日、ブエナビスタの洪水計で記録された31.23フィート (9.52 m) だった（洪水が始まったときは 17.0 フィート (5.2 m)、 洪水水位は 21.0 フィート (6.4 m)）。ブエナビスタとグラスゴーの中心街は5フィート (1.5 m) の高さまで水没した。レキシントン市のあるモーリー川上流では1985年洪水のときが最大記録であり、ロックブリッジバスの計測点で洪水線の上19.19フィート (5.85 m) を記録した。洪水記録の違いは、それぞれの流域に降る雨量によってサウス川の流れが異なるためである。
1997年、ジェイムズ・C・オリン洪水制御計画が完成し、ブエナビスタにおけるモーリー川や内陸水流の洪水でうける被害の可能性を減らした。

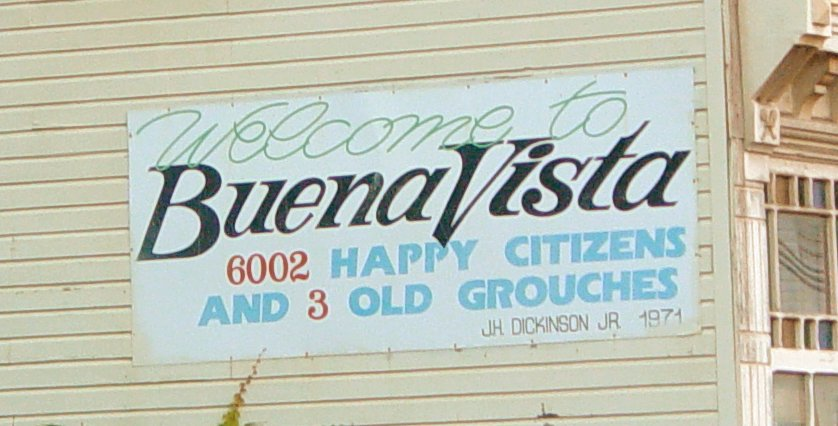
"6002人の幸福な市民と3人の年取ったぼやき屋"

## 地理
ブエナビスタ市は 北緯37度43分55秒 西経79度21分11秒 / 北緯37.73194度 西経79.35306度 に位置する。モーリー川が市域を二分しており、東岸が当初からの市域、請願がグレン・モーリー公園となっている。
アメリカ合衆国国勢調査局に拠れば、市域全面積は6.89平方マイル (18 km2) であり、すべて陸地である

## 人口動態
以下は2000年の国勢調査による人口統計データである。
| 基礎データ - 人口: 6,349人 - 世帯数: 2,547 世帯 - 家族数: 1,749 家族 - 人口密度: 359人/km2（930人/mi2） - 住居数: 2,716軒 - 住居密度: 154軒/km2（398軒/mi2） 人種別人口構成 - 白人: 93.56% - アフリカン・アメリカン: 4.80% - ネイティブ・アメリカン: 0.30% - アジア人: 0.43% - 太平洋諸島系: 0.02% - その他の人種: 0.08% - 混血: 0.82% - ヒスパニック・ラテン系: 1.01% | 年齢別人口構成 - 18歳未満: 22.5% - 18-24歳: 10.6% - 25-44歳: 26.0% - 45-64歳: 24.6% - 65歳以上: 16.3% - 年齢の中央値: 38歳 - 性比（女性100人あたり男性の人口） - 総人口: 86.5 - 18歳以上: 82.3 世帯と家族（対世帯数） - 18歳未満の子供がいる: 30.0% - 結婚・同居している夫婦: 49.5% - 未婚・離婚・死別女性が世帯主: 14.3% - 非家族世帯: 31.3% - 単身世帯: 27.6% - 65歳以上の老人1人暮らし: 13.5% - 平均構成人数 - 世帯: 2.38人 - 家族: 2.87人 | 収入と家計 - 収入の中央値 - 世帯: 32,410米ドル - 家族: 39,449米ドル - 性別 - 男性: 28,921米ドル - 女性: 21,029米ドル - 人口1人あたり収入: 16,377米ドル - 貧困線以下 - 対人口: 10.4% - 対家族数: 8.2% - 18歳未満: 14.3% - 65歳以上: 10.1% |

## 教育

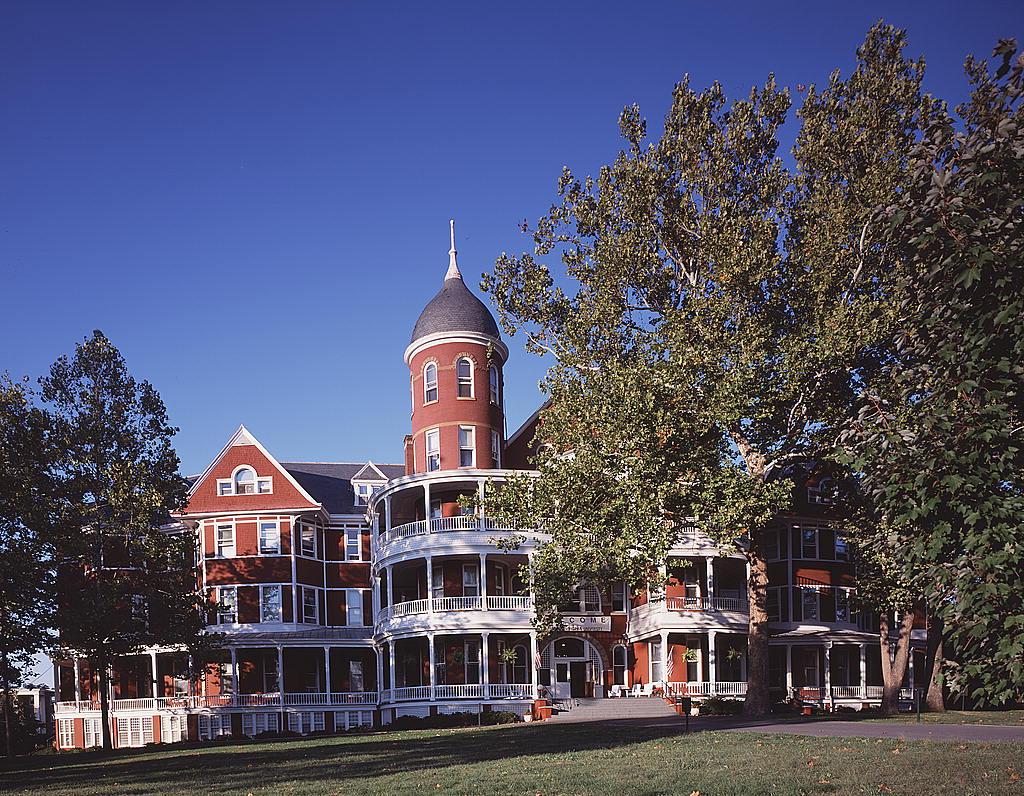
南バージニア大学

市内には南バージニア大学があり、2011年秋の学生数は804人だった。この大学は主に末日聖徒イエス・キリスト教会員のためのものであるが、この教会は所有も運営もしていない。また公式の援助関係があるわけでもない。学生は着衣や道徳の規準など倫理規定に従っている。
公立学校としては、クリング小学校、エンダリーハイツ小学校、パリー・マックルーア中学校、パリー・マックルーア高校がある。

## メディア
ブエナビスタ市はロアノーク・リンチバーグ・メディア市場の中にある。テレビの放送はロアノーク市にあるテレビ局から流されている。「ロアノーク・タイムズ」はブエナビスタ市で購読される日刊紙である。他にも下記の日刊ではない印刷物が出版され、ブエナビスタ市、レキシントン市、ロックブリッジ郡で配付されている。
- 「ザ・ロックブリッジ・アドボケイト」[13]、月刊誌
- 「ザ・ニューズ・ガゼット」[14]、週刊紙
- 「ザ・ロックブリッジ・レポート」[15]、週刊の放送とウェブサイト、ワシントン・アンド・リー大学学生が運営

## ランドマーク
ブエナビスタ市のランドマークおよび歴史史跡には、1890年建設のブエナビスタ・ホテル（現在はサザン・バージニア大学のメインホール）、当初のブエナビスタ庁舎（現在はA・B・モーダイン記念図書館）、広東中華料理店、グレン・モーリー公園があり、特に2階建ての木造パビリオンは360度の展望を楽しめる。

## 著名な出身者
- チャーリー・マニエル、1960年代と1970年代にアメリカと日本でプレイした野球選手、フィラデルフィア・フィリーズを率いてワールドシリーズで優勝した、ブエナビスタ住人であり、パリー・マックルーア高校を卒業した。高校のときはスポーツをなんでもこなした[19]。